# Justicia pilzii
Justicia pilzii är en akantusväxtart som beskrevs av T.F.Daniel. Justicia pilzii ingår i släktet Justicia och familjen akantusväxter. Inga underarter finns listade i Catalogue of Life.